# Peter Elkus
Peter Elkus   (San Francisco, 1939) és un professor de veu que imparteix classes magistrals per a cantants i instrumentistes.
Les seves classes s'han presentat en institucions de deu països, incloses la Universitat de Música i Arts Escèniques, Viena, l'Òpera Estatal de Múnic, l'"Accademia Musicale Ottorino Respighi" d'Assís i Roma, el "Théâtre des Champs-Élysées" de París i el Teatro Colón de Buenos Aires.

## Carrera
A Elkus se li va demanar que ocupés la vacant creada per la mort del seu professor, Sebastian Engelberg, al "Mannes College of Music", on va formar part del professorat durant més d'una dècada. Ha estat jutge de les audicions regionals del Metropolitan Opera i president del jurat de la Fundació Richard Wagner, Teatro Colón, Buenos Aires.
Ha estat autor del llibre molt ben rebut The Telling of Our Truths - The Magic in Great Musical Performance (publicat el 2007; revisat el 2009) amb comentaris de Gerald Ginsberg (compositor i poeta), del Dr. Charles Kaufman (antic president del Mannes College of Music), Dalton Baldwin (pianista, acompanyant, professor, educador i artista discogràfic), Jean Luc Vannier (psicoanalista, crític musical i conferenciant), Mut Asheru (editor en cap sense signatura, The Magazine) i Shinji Eshima (instrumentista i compositor amb afiliació al Orquestres de Ballet i Operapera de San Francisco, Universitat Estatal de San Francisco i Conservatori de Música de San Francisco).
Com a estudiant, va assistir a tallers d'òpera als "Goldovsky Opera Workshops", a Denver, Colorado, a Wheeling, Virgínia Occidental i al "Hunter College" de Nova York i al "Mannes College of Music". També va ser escollit per Maria Callas com a membre del "Juilliard Opera Theatre".
Va conèixer a la seva antiga esposa i estudiant Frederica von Stade al "Mannes College"" el 1967. Es van casar el 1973, tenen dues filles i es van divorciar el 1990. Va ensenyar a la Sra. Von Stade entre les absències i les malalties i després de la mort final (1979) del seu mestre Sebastian Engelberg. Durant aquest temps, els enregistraments de la Sra. Von Stade van obtenir premis a França, Alemanya i Itàlia, a més d'un premi Grammy i onze nominacions als Grammy (vuit a la categoria de millor vocalista clàssic).

A l'article de l'Opera News "Flicka in ¾ time", Donald Spoto es referia a la influència d'Elkus sobre von Stade com 
| « | <"haver-la guiat a través dels matolls d'un repertori en expansió i un exigent horari mundial".> | » |

En el cas Elkus contra Elkus, 572 NYS2d 901 (NY App. Div. 1991) Elkus va ser acusat en una disputa amb von Stade sobre béns matrimonials i ingressos. El cas s'utilitza sovint com a estudi de casos a classe de propietat durant el primer any de la facultat de dret.